# Ricardo Salazar
Ricardo Salazar (Bakersfield, Kalifornia, 1972. szeptember 6. –) amerikai nemzetközi labdarúgó-játékvezető.

## Pályafutása

### Nemzeti játékvezetés
Játékvezetésből  1985-ben Bakersfieldben vizsgázott. A Bakersfieldi labdarúgó-szövetség által üzemeltetett labdarúgó bajnokságokban kezdte sportszolgálatát. Az Amerikai labdarúgó-szövetség Játékvezető Bizottságának minősítésével 2000-től az Major League Soccer (MLS) játékvezetője. 2007-től hivatásos bíró. Küldési gyakorlat szerint rendszeres 4. bírói szolgálatot is végzett. A nemzeti játékvezetéstől 2015-ben visszavonult. MLS mérkőzéseinek száma: 213 (2015).
| Időpont           | Helyszín             | Mérkőzés típusa      | Mérkőzés                           | Eredmény | Nézők száma |
| ----------------- | -------------------- | -------------------- | ---------------------------------- | -------- | ----------- |
| 2015. október 25. | Toyota Park, Chicago | utolsó MLS mérkőzése | Chicago Fire SC–New York Red Bulls | 1 – 2    | 19 850      |

### Nemzetközi játékvezetés
Az Amerikai labdarúgó-szövetség JB terjesztette fel nemzetközi játékvezetőnek, a Nemzetközi Labdarúgó-szövetség (FIFA) 2005-től tartja nyilván bírói keretében. A FIFA JB központi nyelvei közül a angolt beszéli. Több nemzetek közötti válogatott, valamint CONCACAF-bajnokok ligája klubmérkőzést vezetett, vagy működő társának 4. bíróként segített. A  nemzetközi játékvezetéstől 2015-ben búcsúzott. Válogatott mérkőzéseinek száma: 18 (2015. szeptember 8.).
| Időpont             | Helyszín                    | Mérkőzés típusa             | Mérkőzés                                | Eredmény |
| ------------------- | --------------------------- | --------------------------- | --------------------------------------- | -------- |
| 2006. február 6.    | Városi Stadion, Los Angeles | első válogatott mérkőzése   | Mexikó–Dél-Korea                        | 0 – 1    |
| 2015. szeptember 8. | Városi Stadion, Dallas      | utolsó válogatott mérkőzése | Argentína– Mexikói labdarúgó-válogatott | 2 – 0    |

#### Labdarúgó-világbajnokság
A 2010-es labdarúgó-világbajnokságon a FIFA JB játékvezetőként alkalmazta. Selejtező mérkőzéseket a CONCACAF zónában vezetett.

##### 2010-es labdarúgó-világbajnokság
| Időpont           | Helyszín                                | Mérkőzés típusa                   | Mérkőzés          | Eredmény | Nézők száma |
| ----------------- | --------------------------------------- | --------------------------------- | ----------------- | -------- | ----------- |
| 2008. október 15. | Ricardo Saprissa Aymá Stadion, San José | előselejtező (3. kör; 3. csoport) | Costa Rica–Haiti  | 2 – 0    | 5500        |
| 2009. október 14. | Cuscatlán Stadion, San Salvador         | előselejtező (4. kör)             | Salvador–Honduras | 0 – 1    | 28 000      |

## Sportvezetőként
Aktív pályafutását befejezve a CONCACAF JB, valamint a FIFA JB ellenőre.